# Eugène Manning
Eugène Manning OCSO (* 28. Dezember 1931 in Breda als Franciscus Manning; † 15. Dezember 1995 in Löwen) war ein niederländischer römisch-katholischer Geistlicher, Trappist, Abt, Theologe und Ordenshistoriker.
Er war Abt der Abtei Notre-Dame d’Oelenberg im Elßass von 1981 bis 1987.

## Leben
Der in Princenhage (heute: Breda) geborene Franciscus Manning trat 1950 in die Trappistenabtei Rochefort und nahm den Ordensnamen Eugène (nach Papst Eugen III.) an. Nach Studien in Rom wurde er 1958 zum Priester geweiht. Er war von 1981 bis 1987 Abt der Abtei Oelenberg. Manning starb in der Benediktiner-Abtei Keizersberg in Löwen, wo er aus wissenschaftlichen Gründen seit 1989 lebte.
Manning wirkte an bedeutenden Geschichtswerken des Zisterzienserordens mit. Er redigierte die vierbändige Bibliographie générale de l’Ordre cistercien und gab das Dictionnaire des Auteurs Cisterciens mit heraus (im Rahmen des von ihm gegründeten Verlages Documentation cistercienne). Er war von 1990 bis zu seinem Tod Herausgeber der Zeitschriften Recherches de théologie ancienne et médiévale (heute: Forschungen zur Theologie und Philosophie des Mittelalters), Bulletin de théologie ancienne et médiévale, Scriptorium und Bulletin codicologique. Er war Vorsitzender des Comité international de Codicologie.
An der Seite von François Masai (1909–1979) griff er, gegen Adalbert de Vogüé, in die Kontroverse über die Entstehung der Regula Benedicti und der Magisterregel ein.

## Werke
- Parole de Dieu. Questions aux hommes. Édition La Documentation Cistercienne, Reiningue 1985.
- (Hrsg. mit Henri-Marie Rochais *1920) Bibliographie générale de l’Ordre cistercien. Abbaye Notre-Dame de St-Rémy, Rochefort, Belgique 1970–1990 (La Documentation Cistercienne, zahlreiche Bände).
- (mit Emile Brouette) Bibliographie de la Belgique cistercienne. Province de Namur. Abbaye Notre-Dame de St-Rémy, Rochefort, Belgique 1974.
- (mit Maur Cocheril) Dictionnaire des monastères cisterciens. 2 Bde. Abbaye Notre-Dame de St-Rémy, Rochefort, Belgien, 1976–1978–1979.
- (mit Emile Brouette und Anselme Dimier) Dictionnaire des auteurs cisterciens. Abbaye Notre-Dame de Saint-Rémy de Rochefort, Rochefort, Belgien, 1975–1978 (1036 Spalten, Vorwort durch Eugène Manning).
- (Hrsg. mit Anny Raman) Miscellanea Martin Wittek [*1929]. Album de codicologie et de paléographie offert à Martin Wittek. Peeters, Löwen 1993.
- (Hrsg.) Thomistica. Peeters, Löwen 1995.